# 모모츠키 나시코
모모츠키 나시코(일본어: 桃月 なしこ 모모쓰키 나시코[*], 1995년 11월 8일 ~ )는 일본의 모델 겸 배우이다.

## 내력
원래 성형외과 간호사였으며, 코스프레 행사에 참가해 스카우트되어 연예계에 진출해 바로 잡지로 데뷔했다. 2019년 10월에 여성 패션 잡지 《bis》의 모델로 발탁되었고, 2020년 11월 11일에는 첫 사진집 《미완》(未完)이 발매되었다.

## 출연작

### TV 드라마
- 2020년 ~ 2021년 마진전대 키라메이저 - 요돈나 역